# Into the White
Into the White (In Engeland uitgebracht onder de titel Cross of Honour) is een Noors-Zweedse film uit 2012 van Petter Næss. De film is gebaseerd op een waargebeurde verhaal tijdens de Tweede Wereldoorlog. De filmmuziek is van Nils Petter Molvaer.

## Verhaallijn
Op 27 april 1940 tijdens een luchtgevecht tussen Britse en Duitse vliegtuigen storten er één Brits (Fleet Air Arm Blackburn Skua L2940) en één Duits vliegtuig (Heinkel He 111) neer in de Noorse bergen nabij Grotli. De drie overlevende Duitse soldaten schuilen in een blokhut. De Britse soldaten overnachten de eerste nacht in hun vliegtuig en zoeken daarna eveneens schuil in dezelfde blokhut. Tijdens hun verblijf samen in de barre omstandigheden groeien beiden meer naar elkaar. Uiteindelijk worden ze gevonden door Noorse soldaten en worden de Duitse krijgsgevangen gemaakt.

## Rolverdeling
- Lachlan Nieboer als Britse piloot Charles P. Davenport (in de film gebruikte naam voor Kapitein R.T. Partridge)
- Rupert Grint als Brits schutter Robert Smith (in de film gebruikte naam voor Luitenant R.S. Bostock)
- Florian Lukas als Duits piloot luitenant Horst Schopis
- Stig Henrik Hoff als Duits Feldwebel Wolfgang Strunk
- David Kross als Duits onderofficier Josef Schwartz